# Burg Uetersen (II)
Die sogenannte Burg Uetersen (II)  oder auch Schloss Uetersen ist eine der beiden abgegangenen Burgen am Rande der Pinnau und der heutigen Stadt Uetersen, die von den Rittern von Barmstede errichtet wurden. Sie wurde vor 1250 erbaut und spielte bei der ersten (1282) und bei der zweiten Schlacht bei Uetersen (1306) eine bedeutende Rolle. Sie befand sich auf dem heutigen Firmengelände von OleoServ (ehemals Harles und Jentzsch). Eine weitere Burg (Burg Uetersen (I)) befand sich auf dem Gelände des Klosters Uetersen.
Erstmals wurde die Niederungsburg in einem Bericht über die Erste Schlacht bei Uetersen erwähnt. Eine zweite Erwähnung als Castris apud Vtersten folgte 1306 in einer strategischen Vorbereitung zu Zweiten Schlacht bei Uetersen.
Urkundlich ausdrücklich genannt wurde die Burg in einer Urkunde aus dem Jahr 1321, die der Propst Daniel des Klosters Reinbek unterschrieb. Sie sagt aus, dass die Schauenburger Grafen Johann III. (der Milde) von Holstein-Kiel und Gerhard III. von Holstein-Rendsburg 1321 die „Burg Uetersen“ mit Pertinentien so unter sich aufgeteilt hatten, dass jeder von ihnen die Hälfte der Burg (dimidietatem castri) und die Hälfte des Zubehörs besitzen sollte.
In einer zweiten Urkunde, die am Donnerstage nach Ostern im Jahre 1322 in Oldesloe ausgestellt wurde, zeigt Graf Johann an, dass er die ihm von seinem Vetter Gerhard III. verpfändet gewesene Hälfte der Burg der Herrschaft Uetersen demselben wieder überlassen werde und stattdessen aber das Schloss zu Woltorf und die dazu gelegene Herrschaft, sowie auch das Hamburger Kirchspiel St. Jacobi, insoweit es außerhalb der äußersten Stadtmauer belegen, wieder in Pfand erhalten solle. Eine weitere Urkunde aus dem Jahr 1333 belegt, dass Gerhard III. Johann III. das Schloss Woltorf, das Kirchspiel Jacobi und die Burg verpfändet hatte und dass Gerhard III. im Jahre 1322 die andere Hälfte des castri Uetersen „durch Tausch an sich gebracht habe“.
Danach wurde die Burg nach heutigen Erkenntnissen nicht wieder Urkundlich erwähnt. Vermutlich wurde sie später abgebrochen. Johann Friedrich Camerer berichtete 1759 über die Reste der Burg: „Hart an dem Teiche (Deiche), gerade nach Haselau zu, liegt ein großer runder Platz auf welcher nach der Sage der Einwohner, ein Schloß der Grafen von Schaumburg gestanden haben soll.... Soviel sagten mir die Einwohner, welche mich dahin begleitet hatten, daß man beym Nachgraben eine Menge Steine finden könnte. Es kann also seyn, das dieses Schoß abgebrochen und also von der Erde vertilgt worden.“